# Tiếng Malta
Tiếng Malta (Malti) là ngôn ngữ quốc gia của Malta và là ngôn ngữ đồng chính thức của quốc gia, cùng với tiếng Anh, đồng thời cũng là một ngôn ngữ chính thức của Liên minh châu Âu. Tiếng Malta xuất phát từ tiếng Ả Rập Sicilia, một dạng tiếng Ả Rập phát triển tại Sicilia và sau đó được đưa đến Malta trong thời gian từ cuối thế kỷ thứ chín đến cuối thế kỷ mười hai. Tiếng Malta là một nhánh đặc biệt của tiếng Ả Rập vì nó phát triển độc lập với tiếng Ả Rập văn học, trở thành một ngôn ngữ chuẩn của riêng nó trong thời gian 800 năm Latinh hóa. Khoảng một nửa số từ vựng được vay mượn từ tiếng Ý và tiếng Sicilia; từ vựng tiếng Anh chiếm từ 6% đến 20% từ vựng tiếng Malta, tùy theo ước tính. Những từ gốc Semit (tiếng Ả Rập Sicilia) chỉ chiếm một phần ba từ vựng tiếng Malta, nhưng đây thường là những từ vựng cơ bản và có chức năng quan trọng. Tiếng Malta luôn được viết bằng chữ Latinh, và là ngôn ngữ Semit duy nhất có dạng chuẩn được viết bằng hệ chữ Latinh.

## Tình trạng
Năm 1975, ước tính có 371.000 người nói tiếng Malta, trong đó 300.000 cư trú tại Malta. Hàng nghìn kiều dân Malta di cư đến Úc, Canada, Ý, Vương quốc Liên hiệp Anh, và Hoa Kỳ vẫn nói tiếng Malta, và năm 2007 có báo cáo rằng người Malta nhập cư tại Tunisia vẫn nói tiếng Malta.

## Phân loại
Tiếng Malta bắt nguồn từ tiếng Ả Rập Sicilia, một dạng tiếng Ả Rập thuộc nhóm ngôn ngữ Semit trong ngữ hệ Phi-Á, và trong suốt chiều dài lịch sử đã được ảnh hưởng bởi tiếng Sicilia và tiếng Ý, và gần đây hơn là tiếng Anh. Ngày nay, khối từ vựng tiếng Malta gồm phần cốt lõi (những từ thường gặp nhất và từ chức năng) gốc Semit, cộng với một số lớn từ mượn.
Tiếng Malta từng được phân loại theo nhiều cách khác nhau. Có giả thuyết rằng nó xuất phát từ tiếng Punic cổ đại (một ngôn ngữ Semit khác) chứ không phải tiếng Ả Rập Sicilia, trong khi số khác cho rằng nó là một ngôn ngữ Berber, và dưới chính quyền Phát xít Vương quốc Ý, nó bị xem như một phương ngữ tiếng Ý.

## Ngữ âm

### Phụ âm
|          | Môi | Môi | Môi- răng | Môi- răng | Răng | Răng | Chân răng | Chân răng | Vòm | Vòm | Ngạc mềm | Ngạc mềm | Yết hầu | Yết hầu | Thanh hầu | Thanh hầu |
| -------- | --- | --- | --------- | --------- | ---- | ---- | --------- | --------- | --- | --- | -------- | -------- | ------- | ------- | --------- | --------- |
| Mũi      |     | m   |           |           |      |      |           | n         |     |     |          |          |         |         |           |           |
| Tắc      | p   | b   |           |           | t    | d    |           |           |     |     | k        | ɡ        |         |         | ʔ         |           |
| Tắc xát  |     |     |           |           |      |      | t͡s        | d͡z        | t͡ʃ  | d͡ʒ  |          |          |         |         |           |           |
| Xát      |     |     | f         | v         |      |      | s         | z         | ʃ   | ʒ   |          |          | ħ       |         |           |           |
| Rung     |     |     |           |           |      |      |           | r         |     |     |          |          |         |         |           |           |
| Tiếp cận |     |     |           |           |      |      |           | l         |     | j   |          | w        |         |         |           |           |

### Nguyên âm
Tiếng Malta có 5 nguyên âm ngắn, /ɐ ɛ i ɔ ʊ/, viết là a e i o u; sáu nguyên âm dài, /ɐː ɛː iː ɪː ɔː ʊː/, viết là a e ie i o u; bảy nguyên âm đôi: /ɐɪ ɛɪ/ đều viết għi, /ɐʊ ɔʊ/ đều viết għu, và /ɛʊ ɪʊ ɔɪ/ viết là ew iw oj.